# Edina Knapek
Edina Knapek (Budapest, 5 ottobre 1977) è una schermitrice ungherese, vincitrice di due medaglie di bronzo ai campionati mondiali di scherma.

## Palmarès
In carriera ha conseguito i seguenti risultati:
- Mondiali di scherma

Lisbona 2002: bronzo nel fioretto individuale.
Lipsia 2005: bronzo nel fioretto individuale.
- Europei di scherma

Bolzano 1999: bronzo nel fioretto a squadre.
Coblenza 2001: argento nel fioretto a squadre e bronzo individuale.
Mosca 2002: argento nel fioretto a squadre.
Gand 2007: oro nel fioretto a squadre.
Kiev 2008: argento nel fioretto a squadre.
Sheffield 2011: bronzo nel fioretto individuale.